# Mojslava Sehnalová
Mojslava Sehnalová, provdaná Pernicová (22. června 1939 Kroměříž – 26. ledna 2007 Kladno) byla dlouholetou dramaturgyní kladenského divadla, po roce 1990 krátce i jeho ředitelkou. Po celý život se kromě své práce věnovala historii kladenského divadla a kladenských divadelních spolků.

## Život
Absolvovala Divadelní fakultu AMU, obor dramaturgie. Od roku 1963 působila v Městském divadle v Kladně (později Divadle Jaroslava Průchy Kladno – Mladá Boleslav), v řadě profesí (1963-1969 a 1979-1994 dramaturgyně, 1994-1995 ředitelka). Soustavně se věnovala historii divadla, divadelních spolků a souborů v Kladně. Je autorkou divadelních her pro děti, divadelních pořadů, dramatizací a úprav nejen pro kladenské divadlo. Psala články do divadelních programů, pravidelně publikovala v regionální ročence Slánský obzor.

## Dílo
- Oslavy jubileí kladenského divadla (2006)[1]
- Přelomový rok kladenského divadla (2005)[2]
- Světlo v době temna. Kapitola z historie kladenského divadla, sezóny v letech 1938-1944 (2004)[3]
- Kladenská profesionální divadelní scéna a revoluční rok 1918 (2003)[4]
- Příspěvek k historii stavby divadelní budovy v Kladně (2002)[5]
- Z maminčiny kuchyně (2002)[6]
- Návrat pamětní knihy (2001)[7]
- Lakomá Barka
- Josef Strouhal, první ředitel kladenského divadla (2000)[8]
- Stálý soubor divadla v královském horním městě Kladně. Středočeské divadlo 1915-2000[9] (2000)
- Dramatik Václav Štech a kladenské divadlo (1999)[10]
- Bubák Kája: loutková hra o třech dějstvích  (1971)
- 50 let divadla v Kladně (1965)[11]